# Supercopa do Brasil de Futebol Sub-20 de 2018
A Supercopa do Brasil de Futebol Sub-20 de 2018 foi a segunda edição desta competição organizada pela Confederação Brasileira de Futebol. O torneio consiste nos embates entre o campeão do Campeonato Brasileiro Sub-20 de 2018, Palmeiras e o campeão da Copa do Brasil Sub-20 de 2018, São Paulo.
Após as cobranças de penalidades, o São Paulo foi campeão e conquistou a vaga na Copa Libertadores da América Sub-20 de 2019: no primeiro jogo, o São Paulo venceu por 4 a 3; no segundo jogo, o Palmeiras venceu por 2 a 1 empatando o placar agregado.

## Participantes
| Clube     | Estado    | Classificação                                   | Participação |
| --------- | --------- | ----------------------------------------------- | ------------ |
| Palmeiras | São Paulo | Campeão do Campeonato Brasileiro Sub-20 de 2018 | 1.ª          |
| São Paulo | São Paulo | Campeão da Copa do Brasil Sub-20 de 2018        | 1.ª          |

## Primeiro jogo
| 24 de novembro | São Paulo                                        | 4 – 3                 | Palmeiras                                | Estádio do Morumbi, São Paulo       |
| 21:30 (UTC-2)  | Fabinho 22', 28' · Antony 24' · Gabriel Sara 54' | Súmula Website da CBF | Artur 12' · Papagaio 70' (pen) · Yan 75' | Árbitro: SP Ilbert Estevam da Silva |

## Segundo jogo
A primeira partida foi realizada numa terça-feira, no dia 27 de novembro, no Allianz Parque em São Paulo, e apitada pelo árbitro Márcio Henrique de Gois da Federação Paulista. A diretoria palmeirense promoveu uma campanha para arrecadar alimentos: ao trocar o ingresso por um quilo, a diretoria arrecadou mais de 13 toneladas de alimentos a serem doados.
Necessitando da vitória, o Palmeiras iniciou a partida atacando o adversário e conquistou o primeiro escanteio, na sequência, Wesley finalizou com desvio, conquistando outro escanteio para os mandantes. Aos sete minutos, o atacante palmeirense Airton progrediu para dentro da área e cruzou rasteiro, mas defesa adversária interferiu. No minuto seguinte deste ataque, o São Paulo marcou o primeiro gol da partida: após receber o passe de Igor Gomes, Antony entrou na área e tocou para Fabinho finalizar. Em desvantagem, o Palmeiras não deixou de impor ofensividade na partida e quase marcou o gol no remate de Airton. Aos 17 minutos, no entanto, o zagueiro Vitão aproveitou o cruzamento e cabeçou para empatar o jogo. Após isso, os mandantes tiveram duas oportunidades de virar o placar: a primeira com o perigoso remate de Papagaio e a segunda com a finalização de Esteves, que acertou o travessão. Aos 32 minutos, o jogador Diego do São Paulo recebeu o segundo cartão amarelo e foi excluído da partida. Nos últimos minutos do primeiro tempo, a partida tornou-se truncada com reclamações e cinco cartões amarelos.
| 27 de novembro | Palmeiras                | 2 – 1                      | São Paulo  | Allianz Parque, São Paulo           |
| 20:00 (UTC-2)  | Vitão 17' · Papagaio 83' | [ Súmula] [Website da CBF] | Fabinho 8' | Árbitro: SP Márcio Henrique de Gois |

|                                        |       | Penalidades                                       |  |
| Papagaio Wesley Cesinha Aníbal Esteves | 4 − 5 | Walce Tuta Rafael Danilo Magalhães Gabriel Novaes |  |

## Premiação
| Supercopa do Brasil Sub-20 de 2018 |
| São Paulo                          |
| ---------------------------------- |
| São Paulo Campeão (1º título)      |